# Jan-Lodewijk Baeckelmans
Jan-Lodewijk Baeckelmans (Antwerpen, 25 februari 1835 - aldaar, 8 november 1871) was een Antwerps architect, zoon van Petrus Joannes Baeckelmans (meester-schrijnwerker-meubelmaker) en van Joanna Verbert. 

## Leven en werken
Lodewijk volgde te Antwerpen vooreerst opleiding in het Onze-Lieve-Vrouwecollege van de Jezuïeten, en later aan het Koninklijk Atheneum. 
Nadien studeerde hij in zijn geboortestad aan de Academie voor Schone Kunsten. Hij was er in alle opzichten een uitblinkende leerling. 
In 1852, op 17-jarige leeftijd, en nadien opnieuw in 1853 en 1854, liet hij zich in de lessen "Bouwkunde" opmerken door de Eerste Prijs van Uitmuntendheid weg te kapen.

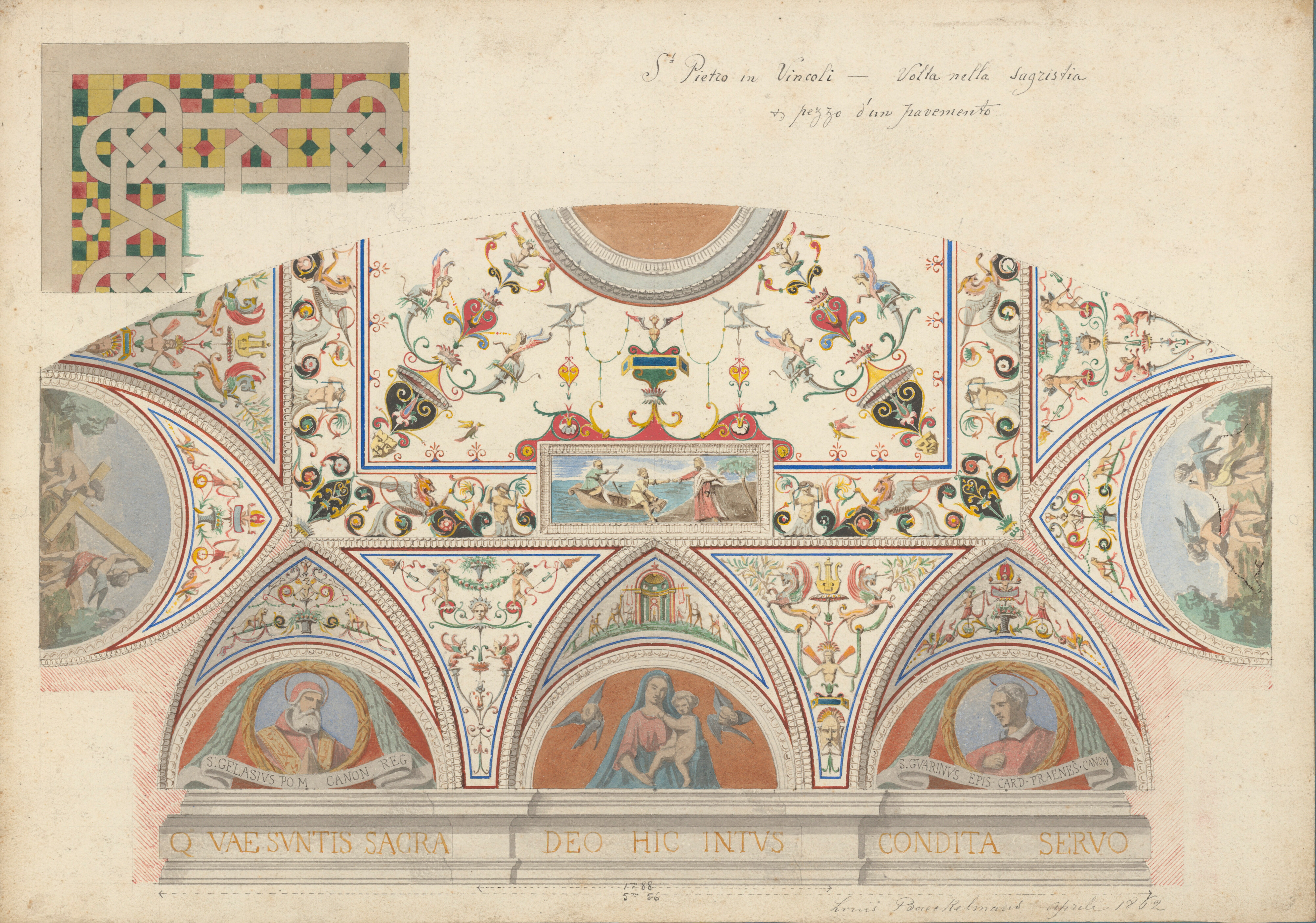
Studietekening van de vloer en het plafond van de San Pietro in Vincoli kerk in Rome, gemaakt in april 1862 door Jan-Lodewijk Baeckelmans tijdens zijn reis naar Italië en Griekenland. 41 van zijn studietekeningen worden bewaard in de collectie van het Vlaams Architectuurinstituut in Antwerpen

Nog enkele jaren later, in 1858, amper 23 jaar, vestigde hij de aandacht van kunstminnend België op zich door het behalen van de Prijs van Rome, die werd toegekend door de Koninklijke Academie voor Schone Kunsten in Antwerpen.
Deze prijs werd geconcretiseerd door de uitbetaling van een belangrijk bedrag. De som, gecumuleerd met de geldelijke opofferingen van zijn ouders, liet hem toe een studiereis te maken doorheen Europa. Hij besteedde hierbij een bijzondere aandacht aan Italië en Griekenland waar hij het genie van de antieke bouwkunst bestudeerde. Maar ook Frankrijk en Duitsland genoten zijn aandacht. Tijdens zijn studiereizen legde hij zich speciaal toe op het vergelijken van bouwwerken. Hijzelf bouwde in de eclectische en in de neogotische stijl.
In 1863 werd hem de "Gouden Medaille" toegekend, ter gelegenheid van een driejaarlijkse tentoonstelling in Antwerpen. In 1865 kreeg hij de opdracht voor de bouw van de Sint-Amanduskerk aan de Van Kerckhovenstraat. Twee jaar later, in 1867, werd hij corresponderend lid van de Koninklijke Commissie voor Monumenten en Landschappen. Tijdens datzelfde jaar tekende hij de plannen voor de bouw van:
- de Sint-Engelbertus-en-Bernarduskerk te Zemst-Laar.
- de Sint-Antonius van Paduakerk, aan de Paardenmarkt te Antwerpen;

Omwille van zijn werklust en vurige ijver werd hij in 1869 beloond met twee grote triomfen: enerzijds werd hij winnaar van een open wedstrijd voor de bouw van het Gerechtshof aan de Britselei en anderzijds kende men hem een leerstoel toe, van professor aan de Academie, in opvolging van Frans Andries Durlet (° Antwerpen, 11-7-1816, † Antwerpen,  2-3-1867).
Nog een jaar later, in 1870, werd hij toegevoegd aan een groep afgevaardigden die aanwezig zou zijn bij plechtigheden aan de Landengte van Suez. Voor Lodewijk betekende deze reis veel meer dan een internationale plechtigheid: ze bood hem de mogelijkheid de Egyptische bouwwerken en cultuur te bestuderen. Maar in 1871 (op 36-jarige leeftijd) tijdens de uitvoering van werkzaamheden aan de oude kerk van Zoutleeuw, werd hij onwel. Een ziekte van zeer korte duur trof hem noodlottig. Hij overleed op woensdag, 8 november, om 4 uur 's ochtends. De rouwdienst op zaterdag, 11 november 1871 te 10 uur, in de Sint-Jacobskerk, werd onder veel belangstelling bijgewoond door zijn leerlingen en door een groot aantal hoogwaardigheidsbekleders.Verscheidene sprekers uit de wereld van kunst en architectuur, drukten hun medeleven uit, staande aan de grafkuil, bij de teraardebestelling op de begraafplaats van Fredegandus te Deurne.
De toenmalige directeur van de Academie, De Keyser, sprak als volgt (uittreksel uit de redevoering, vertaald uit het Frans):
"Baeckelmans, dit begiftigd genie, heeft een belangrijke plaats verworven in de eigentijdse kunst, naast de meesters waarop dit land fier is. Aan zijn mooi talent danken wij de opmerkelijke monumenten die thans gebouwd worden en die de vroegtijdige dood, hem niet gunde volledig af te werken. Dit zijn onder meer de Sint-Amanduskerk, de kerk van het Laar, en het Gerechtshof.
Het is omwille van zijn uitgebreide kennis van de bouwkunst dat onze betreurde collega in 1867 werd aangezocht om professor te worden..."
"...Hoe jammer is het voor deze hooggeachte artiest, om bescheiden en gelaten, deze mooie op de kunst geïnspireerde dromen, voor altijd te zien verdwijnen. Hoe jammer is het voor ons, een zo gevoelig verlies te lijden, waardoor wij beroofd worden van de vruchten van zijn talent, en van de belangrijke diensten waartoe hij geroepen was ze te bewijzen aan de kunst en het onderwijs!
De Belgische kunst verliest met Baeckelmans een naam die een grote waarde zou toevoegen aan de artistieke glorie; de Academie verliest een toegewijde professor waarvan de waarde nooit werd betwist. Voor de leerlingen was hij een zekere gids; voor het professorenkorps een eerlijke en liefhebbende vriend, veel meer dan een collega. De enen hielden van hem als van hun kind, de anderen als van een goede broer: inderdaad, wij waren deelgenoot toen wij hem leidden bij het zetten van de eerste reuzentaken  in zijn loopbaan, en wij waren samen naast hem op de schoolbanken..."

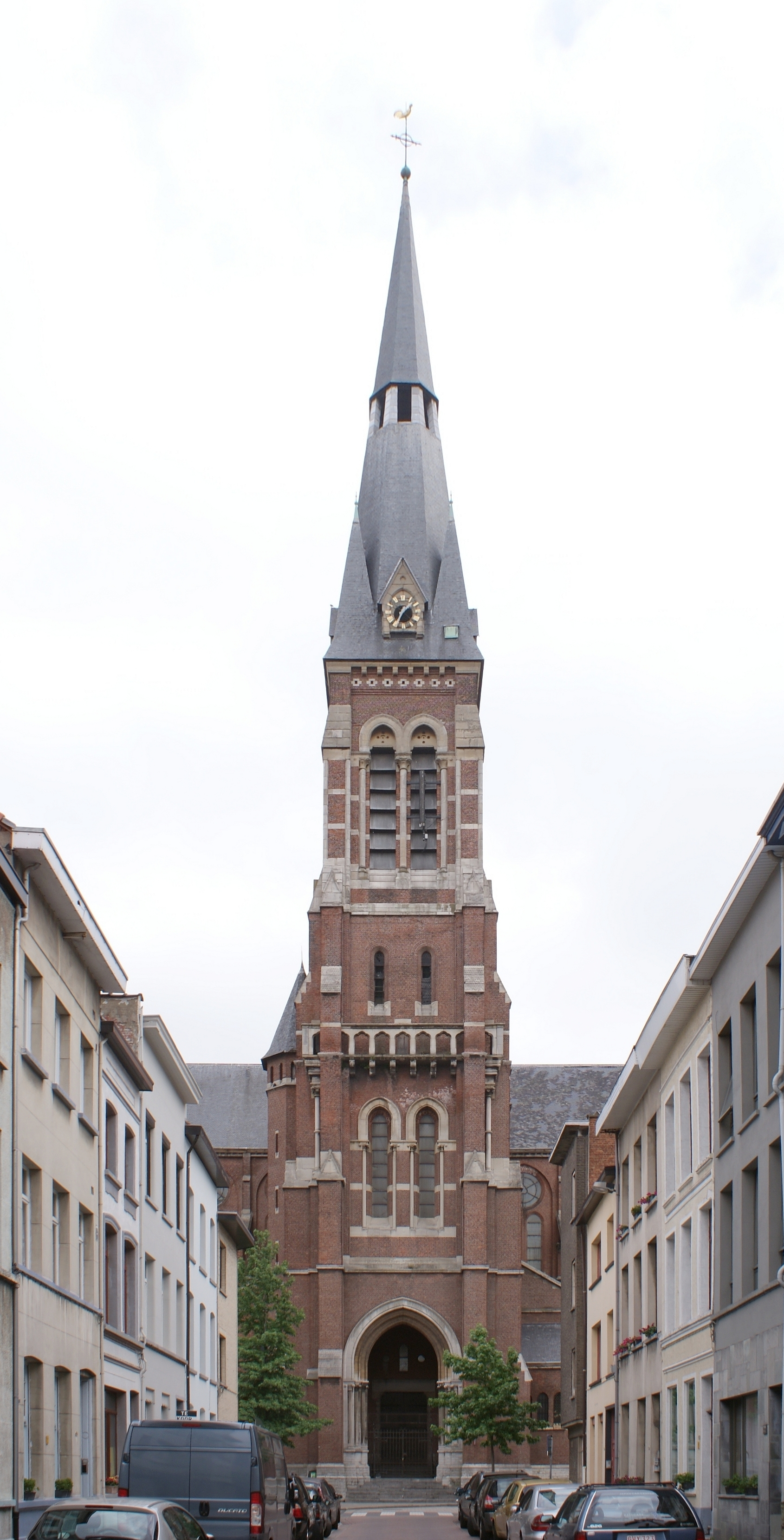
De Sint-Amanduskerk aan de Van Kerckhovenstraat, door Lode Baeckelmans ontworpen in 1865.

### Post mortem voltooide bouwwerken
- de Sint-Amanduskerk (waarvan op 't ogenblik van het overlijden slechts de fundamenten gereed waren). De werken werden verdergezet door Lodewijks broer: Frans Baeckelmans. Deze werkte de kerk voorlopig af in 1874. De uiteindelijke voltooiing gebeurde door Jules Bilmeyer die later ook de plannen voor de interieurinrichting opmaakte.
- het Gerechtshof dat anno 1871 in de steigers stond, werd in 1874 afgewerkt door Frans Baeckelmans. Tegen de zuidelijke muur van de wandelzaal in dit gerechtsgebouw hangen bas-reliëfs die de beide broers Lodewijk en Frans voorstellen. Zij werden ter hunner gedachtenis ontworpen door architect Ernest Dieltiens (18 april 1844 - 1920).
- de Sint-Antonius van Paduakerk. Plannen getekend in 1867. Aflevering van de bouwtoelating in 1904. Gebouwd tussen 1907 en 1910 door Jules Bilmeyer & Van Riel, naar de plannen van zijn 36 jaren eerder overleden collega, Lode Baeckelmans.

### Eerbetoon
Bij wijze van eerbetoon werd in Antwerpen de Baeckelmansstraat naar hem genoemd
- International Standard Name Identifier: 0000 0003 9675 4917
- Nederlandse Thesaurus van Auteursnamen: 136173896
- RKD-Nederlands Instituut voor Kunstgeschiedenis: 343647
- Virtual International Authority File: 291694608
- WorldCat: E39PBJgH96q8DQChKX8TmKCqQq